# Васпураканско царство
Васпураканското царство е средновековна арменска държава, основана през 908 г. от династията Арцруниди в областта Васпуракан между река Аракс и езерата Ван и Урмия. През териториите му преминават важни търговски пътища, което способства за икономическото развитие и градоустройството (по-известни са Ван, Манцикерт, Ахтамар и други градове), но привлича силни външни врагове. Под напора на мюсюлмански нашественици през 1021 г. последният цар на Васпуракан – Сенекерим, сключва споразумение с император Василий II и му предава цялото си царство, което е превърнато във византийска провинция.